# Czerwona Pomoc w Polsce
Czerwona Pomoc w Polsce – organizacja założona w 1924, sekcja Międzynarodowej Organizacji Pomocy Rewolucjonistom (MOPR), do 1925 pod nazwą Polska Sekcja MOPR. Podporządkowana Komunistycznej Partii Polski (KPP)
Celem jej działania było wspomaganie więźniów politycznych i ich rodzin, utrzymywanie kontaktów organizacyjnych z komunami więziennymi, organizowanie manifestacji politycznych i kampanii na rzecz uwięzionych. Współpracowała z Ligą Obrony Praw Człowieka i Obywatela. Do jej czołowych działaczy należeli m.in.: Bolesław Bierut, Teodor Duracz, Małgorzata Fornalska, Marian Płochocki, Antonina Sokolicz, Wanda Wasilewska. Jej współpracownikami byli m.in. Stefan Czarnowski, Stefania Sempołowska i Andrzej Strug. Rozwiązana przez Komintern 16 sierpnia 1938 roku, wraz z Komunistyczną Partią Polski.